# 印尼客家博物馆
印尼客家博物馆是一座位于印度尼西亚雅加达东雅加达行政市的客家文化博物馆。

## 历史
2014年8月30日由时任印度尼西亚总统苏西洛·班邦·尤多约诺揭幕。博物馆模仿福建土楼的建筑风格，主要由三个展厅组成：
即印尼华人历史展厅，印尼客家人文展厅和印尼永定客家人文展厅。

## 营业时间
除周一外，上午9点到下午4点。